# 城丸章夫
城丸 章夫（しろまる ふみお、1917年1月5日 - 2010年5月26日）は、日本の教育学者、千葉大学名誉教授。専攻は生活指導、教育経営学、体育理論。
石川県出身。1941年東京帝国大学文学部教育学科卒。千葉大学助教授、1969年同大学教授。1980年定年退官、名誉教授、前橋育英学園短期大学教授。平和主義の運動家でもあった。著作集全10巻がある。

## 著書
- 『現代日本教育論 分析と批判』新評論（現代教育論叢書） 1959年
- 『体育教育の本質』明治図書出版（現代教育全書） 1960年
- 『集団主義と教科外活動』明治図書（現代教育全書） 1962年
- 『地域子ども会 つくり方と指導』草土文化（草土新書） 1977年
- 『やさしい教育学』あゆみ出版 1978年
- 『体育と人格形成 体育における民主主義の追求』青木教育叢書 1980年
- 『幼児のあそびと仕事』草土文化 1981年
- 『管理主義教育』新日本新書 1987年
- 『星とさくらと天皇と』新日本新書 1990年
- 『城丸章夫著作集』全10巻 青木書店 1993年
第1巻 (現代日本教育論)
第2巻 (民主主義と教育)
第3巻 (生活指導と人格形成)
第4巻 (生活指導と自治活動)
第5巻 (集団主義と教科外活動)
第6巻 (幼児教育・地域と家庭の教育)
第7巻 (体育・スポーツ論)
第8巻 (教育課程論・授業論)
第9巻 (平和教育論)
第10巻 (軍隊教育と国民教育)
城丸章夫著作集 別冊
- 『戦争・安保・道徳 平和教育研究ノート』あゆみ出版 1993年

## 共編著
- 『体育の授業研究』正木健雄共編 明治図書出版 1961年
- 『現代の教育 第1 (社会進歩と教育)』五十嵐顕、国分一太郎共編 新評論 1962年
- 『スポーツの夜明け』永井博共著 新日本出版社（かもしか文庫） 1973年
- 『戦後民主体育の展開』荒木豊、正木健雄共編 新評論 1975年
- 『スポーツ部活はいま』水内宏共編 青木書店 1991年
- 『「自由主義史観」の病理 続・近現代史の真実は何か』松島榮一共編 大月書店 1997年